# Коршунов, Константин Витальевич
Константин Витальевич Коршунов (8 июля 1998, Дмитров) — российский саночник, чемпион Европы 2021 года в эстафете, многократный победитель и призёр этапов Кубка мира. Член сборной России по санному спорту.

## Биография
Родился в городе Дмитров (Московская область).
На международных соревнованиях выступает с 2016 года.
Бронзовый призёр чемпионата России 2019 года. Вице-чемпион России в спринте.
Он дебютировал 24 ноября 2018 года на этапе Кубка мира в сезоне 2018/19 в Инсбруке, где его двухместный экипаж стал 21-м. Свой первый подиум, а также свою первую победу он завоевал 1 декабря 2018 года в канадском Уистлере в эстафете. В общем зачете его лучшим результатом является девятое место в двойках в сезоне 2018/19 годов.
В канадском Уистлере 14 декабря 2019 года Всеволод Кашкин и Константин Коршунов заняли третье место в соревнованиях двоек на этапе Кубка мира по санному спорту.
10 января 2021 года Константин Коршунов в составе эстафетной команды России впервые в карьере выиграл золотую медаль чемпионате Европы в латвийской Сигулде.